# (39407) 1187 T-1
1187 T-1 (asteroide 39407) é um asteroide da cintura principal. Possui uma excentricidade de 0.15363560 e uma inclinação de 2.00503º.
Este asteroide foi descoberto no dia 25 de março de 1971 por Cornelis Johannes van Houten e Ingrid van Houten-Groeneveld e Tom Gehrels em Palomar.